# Erzherzog-Albrecht-Denkmal

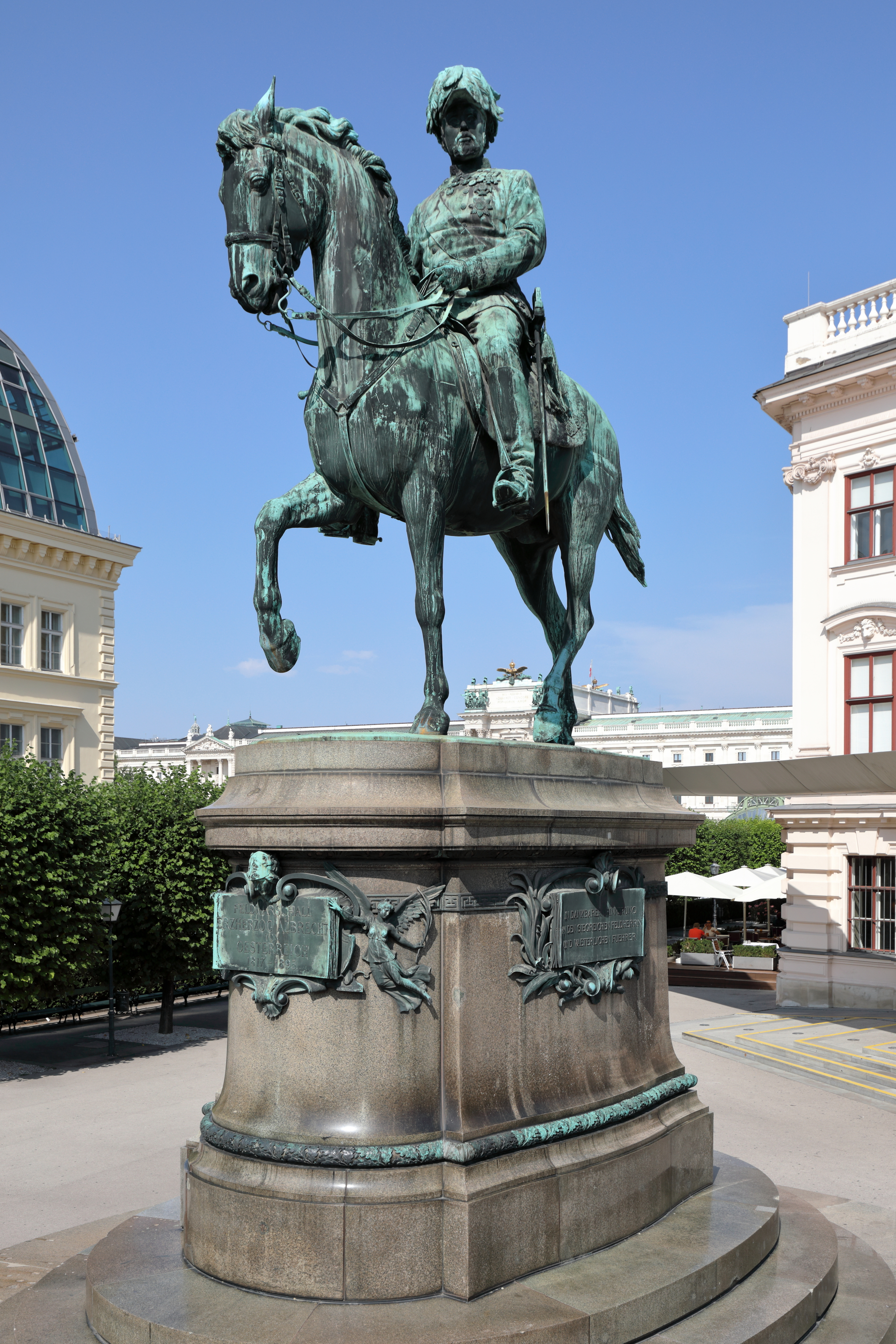
Reiterstandbild Erzherzog Albrecht auf der Albrechtsrampe

Das Erzherzog-Albrecht-Denkmal vor dem Palais Erzherzog Albrecht bzw. der Albertina in der österreichischen Bundeshauptstadt Wien ist ein Reiterstandbild aus dem Jahr 1899 und dem Feldmarschall und Generalinspektor der österreichisch-ungarischen Armee Erzherzog Albrecht gewidmet.
Das Reiterstandbild aus Bronze wurde von dem Bildhauer und  Medailleur Caspar von Zumbusch geschaffen und am 21. Mai 1899, den 90. Jahrestag der Schlacht bei Aspern, in der Albrechts Vater Napoleon die erste Niederlage bereitet hatte, feierlich auf dem Vorplatz des Albrechtspalais, etwa 10 m über dem Straßenniveau, genannt Augustinerbastei, enthüllt. Die Architektur des Postaments stammte von Carl König. Die Finanzierung erfolgte durch Spenden aus dem österreichisch-ungarischen Heer.

## Beschreibung
Das Denkmal besteht aus einer mehrstufigen Basis mit einem ovalen Steinpodest aus tschechischem Granit von Požár bei Prag und als Bekrönung der überlebensgroße Bronzeguss. Das Podest hat eine profilierte Sockel- und Gesimszone sowie einen bronzenen Eichenlaubfries und drei bronzene Volutenkartuschen mit Inschriftentafel.
Die Inschriften lauten:
- vorne stirnseitig: „FELDMARSCHALL / ERZHERZOG ALBRECHT / VON / OESTERREICH / 1817 - 1895“
- links seitlich: „IN DANKBARER ERINNERUNG / AN DEN SIEGREICHEN FELDHERRN / UND VAETERLICHEN FUEHRER“
- rechts seitlich: „DEM ALLERHOECHSTEN KRIEGSHERRN / SEINER MAJESTAET DEM KAISER UND KOENIG / FRANZ JOSEPH I. / ZUM 2. DECEMBER 1898 / OESTERREICH-UNGARNS BEWAFFNETE MACHT“